# Sofitel Washington DC Lafayette Square
Le Sofitel Washington DC Lafayette Square est un hôtel américain situé à Washington. Installé dans un bâtiment construit en 1925, cet établissement Sofitel est membre des Historic Hotels of America et des Historic Hotels Worldwide depuis 2018.